# Эпидуральная анестезия

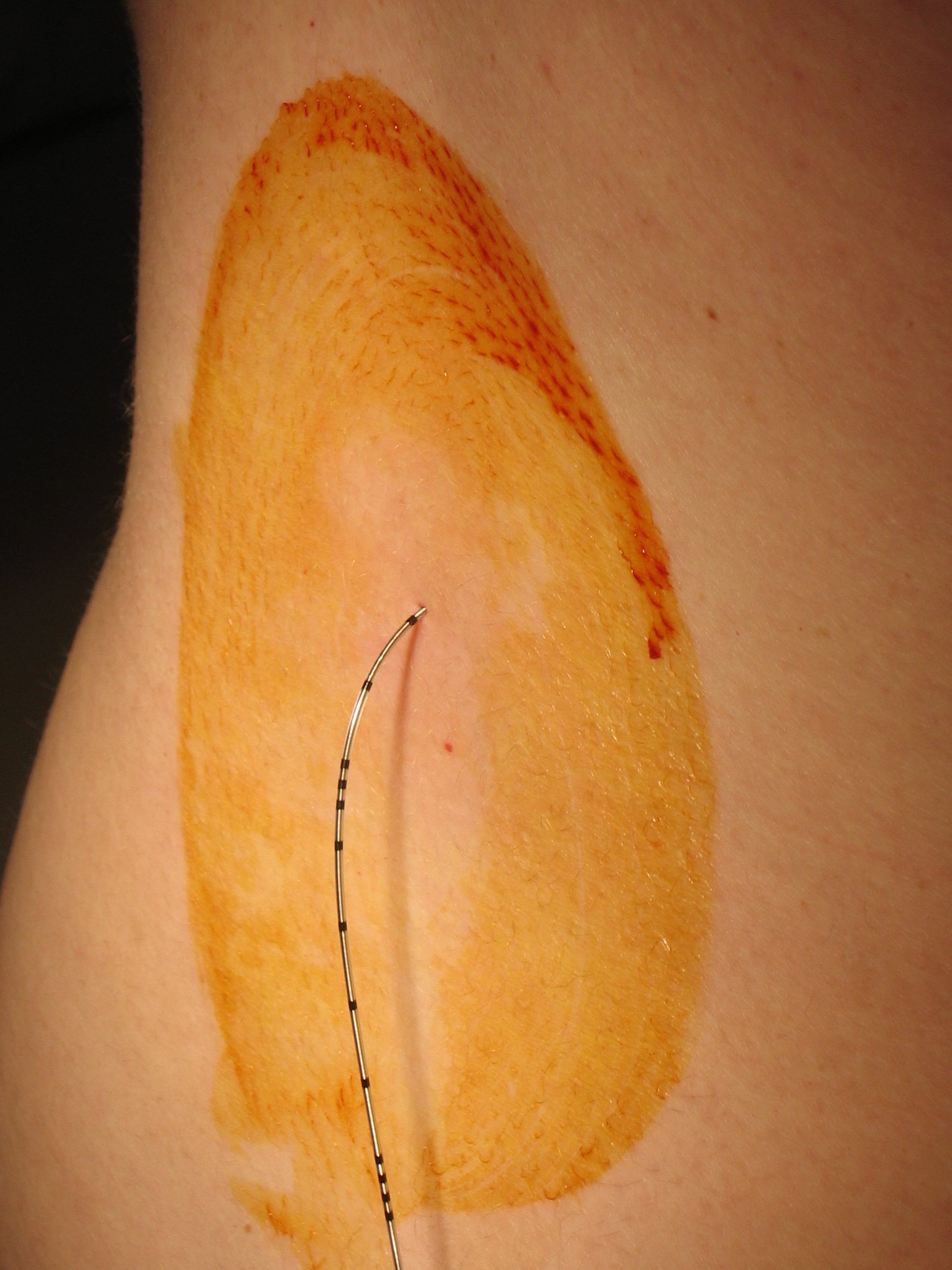
Эпидуральный катетер в месте введения. Операционное поле обработано антисептиком. Видны метки глубины на катетере

Эпидуральная анестезия, она же перидуральная, — один из методов регионарной анестезии, при котором лекарственные препараты вводятся в эпидуральное пространство позвоночника через катетер. Инъекция приводит к потере болевой чувствительности (анальгезия), потере общей чувствительности (анестезия) или к расслаблению мышц (миорелаксация).
Механизм действия эпидуральной анестезии связан, преимущественно, с проникновением препаратов через дуральные муфты в субарахноидальное пространство, и вследствие этого, блокадой прохождения нервных импульсов (в том числе болевых) по корешковым нервам и далее в спинной мозг.

## Принцип действия эпидуральной анестезии
В человеческом организме спинной мозг и корешки спинного мозга окутаны специальной оболочкой — твердой мозговой оболочкой. Эпидуральное пространство окружает эту оболочку и проходит вдоль позвоночника. Инъекция анестезирующего средства в эпидуральное пространство вызывает потерю болевой чувствительности.

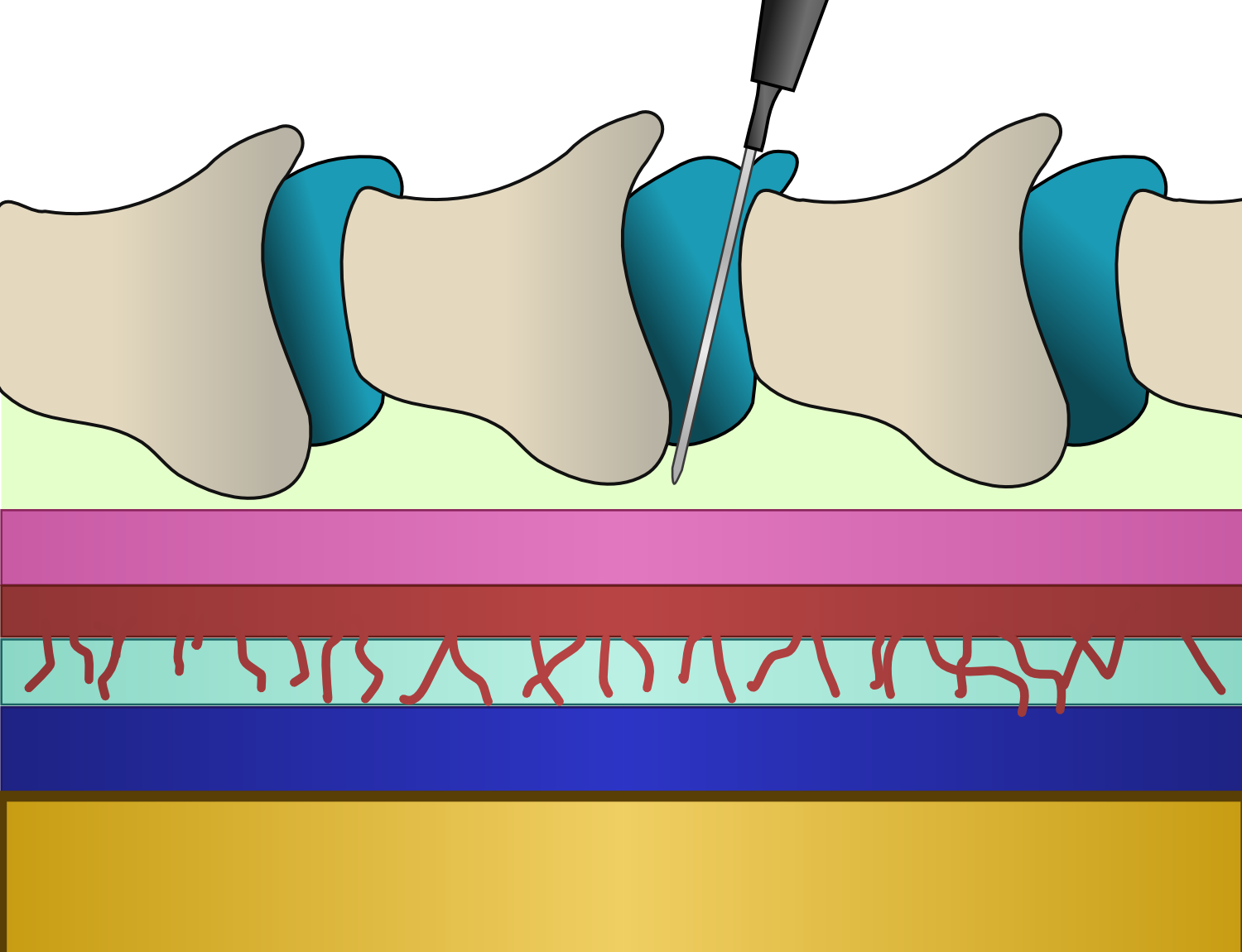
Схема: продольный разрез позвоночника с введенной эпидуральной иглой. Объяснения в тексте

Облегчение боли происходит благодаря блокированию передачи болевых импульсов по нервным окончаниям спинного мозга.
В отличие от субарахноидальной, эпидуральная анестезия не приводит к миорелаксации и потере общей чувствительности, поэтому её используют при родах.

## Применение эпидуральной анестезии
В зависимости от области применения, исполнение эпидуральной анестезии (анальгезии) может быть сопряжено с большим или меньшим риском. Анальгезия груди, живота, паховой области и ног менее рискованна, чем анальгезия шеи и рук. Анальгезия головы с помощью эпидуральной анестезии невозможна, потому что сенсорная иннервация головы осуществляется через черепно-мозговую нервную систему.
Эпидуральная анестезия может применяться:
- Для местного обезболивания. В случае отсутствия хирургического вмешательства, например, при родах.
- Как дополнение к общей анестезии. Эпидуральная анестезия может снизить потребность в опиоидах во время некоторых операций (гистерэктомия, лапаротомия и др.).
- В качестве полной анестезии. Некоторые операции (например, кесарево сечение) могут выполняться под эпидуральной анестезией. Пациенты обычно остаются в сознании, однако доза для такой анестезии значительно выше, чем для местного обезболивания.
- Для послеоперационного обезболивания. Препараты вводятся в течение нескольких дней. Пациенту дается возможность контролировать количество вводимого препарата для снижения боли.
- Как лечение боли в спине. Инъекции анальгетиков и стероидов в эпидуральную область могут снимать некоторые виды боли в спине.

## Применяемые препараты
Для эпидуральной анестезии применяются специально предназначенные (особо очищенные и не содержащие консервантов) растворы для эпи- и субдурального введения. Наиболее часто применяются местные анестетики — лидокаин, бупивакаин и ропивакаин.
Для усиления действия местных анестетиков в раствор для эпидуральной анестезии нередко добавляют опиаты, например, морфин, фентанил, промедол, бупренорфин. При этом дозы опиатов во много раз меньше, чем при введении в вену или внутримышечно, а качество обеспечиваемой анальгезии и её продолжительность лучше. При эпидуральном введении опиатов значительно реже бывают характерные для опиатов побочные явления — тошнота, рвота, угнетение дыхания, головокружение и пр., поскольку при таком способе введения наступает спинальная, а не центральная опиатная анальгезия. Так, введение 5 мг морфина в вену способно обеспечить адекватное обезболивание при послеоперационных болях на 4-6 ч, а введение всего 1 мг морфина в эпидуральное пространство обеспечивает стойкое исчезновение боли на 18-24 ч.
По Фармакопее, принятой в Российской Федерации, ни один из опиоидных анальгетиков не разрешен для введения в эпидуральное пространство.
Другие часто добавляемые в раствор для эпидуральной анестезии компоненты — клонидин (клофелин), кетамин. При этом тоже требуются намного меньшие дозы, чем при системном введении, и удается избежать побочных эффектов (снижения артериального давления в случае клофелина, галлюцинаций и тревоги — в случае кетамина). Крайне редко в раствор добавляют физостигмин, препарат, чья анальгетическая активность основана на усилении проведения «противоболевых» (антиноцицептивных) импульсов в холинергических волокнах, в противовес болевым импульсам, передающимся по симпатическим волокнам.

## Эпидуральная анестезия при родах
Эпидуральная анестезия считается эффективным и достаточно безопасным методом обезболивания. Тем не менее, этот метод является медицинским вмешательством, и, соответственно, имеет свои противопоказания и осложнения. К специфическим рискам относятся риск увеличения продолжительности родового периода и необходимость использования инструментов (щипцов, вакуум-экстрактора) вплоть до оперативного вмешательства, а также индивидуальная аллергическая реакция на анестезирующий препарат.
Существуют побочные эффекты, которые могут проявиться после использования эпидуральной анестезии при родах. К ним относится снижение давления, тошнота, рвота, чувство слабости, головокружение, зуд, жар, затруднение мочеиспускания, проблемы с дыханием, боль в спине и др.

## Методика эпидуральной анестезии

### Идентификация эпидурального пространства
Игла попадает в эпидуральное пространство, как только её конец проходит через жёлтую связку, отодвигая твердую мозговую оболочку. Возникающее отрицательное давление подтверждает то мнение, что эпидуральное пространство представляет собой лишь потенциально существующий канал. Точная идентификация момента попадания иглы в эпидуральное пространство снижает риск повреждения твердой мозговой оболочки. Методы идентификации эпидурального пространства делятся на две основные категории: методика «утраты сопротивления» и методика «висячей капли».
Методика «утраты сопротивления» — наиболее распространенный способ идентификации эпидурального пространства. Проведение иглы через кожу в межостистую связку ощущается как значительное сопротивление. Когда конец иглы входит в толщу межостистой связки, мандрен извлекают и к игле присоединяют шприц, заполненный воздухом или изотоническим раствором натрия хлорида. Если попытка ввести раствор встретит значительное сопротивление или будет невозможна, то конец иглы действительно находится в толще межостистой связки и её можно продвигать вперед.
Контролировать продвижение иглы можно двумя способами. Один состоит в том, что иглу с подсоединенным шприцем медленно непрерывно продвигают вперед левой рукой, а правой постоянно оказывают давление на поршень шприца. При попадании конца иглы в эпидуральное пространство резко снижается сопротивление и поршень внезапно легко продвигается вперед. Второй способ заключается в том, что иглу продвигают поступательными движениями, за один раз подавая её вперед на несколько миллиметров, после чего останавливаются и осторожно надавливают на поршень шприца, пытаясь определить по ощущениям — находится ли игла ещё в толще связок, или же сопротивление уже утрачено и она попала в эпидуральное пространство. Второй способ быстрее и практичнее, но требует некоторого опыта, чтобы вовремя остановиться и избежать перфорации твердой мозговой оболочки.
Используя методику «утраты сопротивления», можно вводить изотонический раствор натрия хлорида или воздух, в зависимости от предпочтений анестезиолога. Имеются сообщения о том, что пузырьки воздуха могут быть причиной неполной или мозаичной блокады, но это возможно лишь при введении значительных объёмов воздуха. Изотонический раствор натрия хлорида легко спутать с цереброспинальной жидкостью, что создает затруднения при подозрении на непреднамеренную пункцию твердой мозговой оболочки.
Методика «висячей капли».
Иглу (лучше со щитком) вводят глубоко в межостистую связку, после чего удаляют мандрен. К павильону иглы подвешивают каплю жидкости — чаще всего изотонического раствора натрия хлорида. Пока игла продвигается через плотные связки, капля не смещается. После пункции жёлтой связки и попадания конца иглы в эпидуральное пространство «висячая капля» исчезает в просвете иглы под воздействием отрицательного давления. Однако, если игла окажется обтурированной, то капля не будет втягиваться из павильона в просвет иглы и её будут продвигать вперед вплоть до того момента, когда истечение цереброспинальной жидкости засвидетельствует перфорацию твердой мозговой оболочки. Методику «висячей капли» применяют только очень опытные анестезиологи. Также эта методика используется для околосрединного доступа.

### Уровень пункции эпидурального пространства
Эпидуральная пункция может выполняться на уровне всех четырёх отделов позвоночника: шейном, грудном, поясничном, крестцовом.
Эпидуральная анестезия на поясничном уровне выполняется с использованием срединного или околосрединного доступа.
Срединный доступ. Больного укладывают, обрабатывают область пункции раствором антисептика и укрывают стерильным операционным бельем. Межостистый промежуток LIV-LV находится на уровне линии, соединяющей гребни подвздошных костей. Легче всего пальпировать промежутки между LIII-LIV и LIV-LV. Кожу инфильтрируют раствором местного анестетика и затем перфорируют иглой размером 18 G. В образовавшееся отверстие вводят иглу для эпидуральной пункции и продвигают её вперед и параллельно выше расположенному остистому отростку (то есть в слегка краниальном направлении). При попадании в связочные структуры по срединной линии к павильону иглы присоединяют шприц, и при подаче раствора следует удостовериться в ощущении сопротивления. Очень важно ощутить сопротивление связок именно в этот момент, так как в противном случае может возникнуть ошибочное ощущение утраты сопротивления при случайном попадании иглы в мышечные ткани или жировые отложения, что приведет к инъекции анестетика не в эпидуральное пространство, и блокада не состоится. После ощущения сопротивления связок иглу продвигают вперед до входа в эпидуральное пространство, которое идентифицируют по утрате сопротивления (методику см. выше).
Околосрединный доступ. К околосрединному (парамедианному) доступу прибегают в тех случаях, когда предшествующее хирургическое вмешательство или дегенеративные изменения позвоночника серьёзно затрудняют использование срединного доступа. Эта методика сложнее для начинающих, потому что игла проходит через мышечные ткани, минуя над остистую и межостистую связки, и ощущение сопротивления возникает только во время пункции жёлтой связки. Больного укладывают, обрабатывают область пункции раствором антисептика и укрывают стерильным операционным бельем — все как для срединного доступа. Кожу инфильтрируют раствором местного анестетика на 2-4 см латеральное нижней точки вышерасположенного остистого отростка. Толстой иглой перфорируют кожу, в образовавшееся отверстие вводят эпидуральную иглу и направляют её к срединной линии и в слегка краниальном направлении. Продвигать иглу следует с таким расчетом, чтобы она пересекла воображаемую срединную линию на глубине 4-6 см от поверхности. После того как игла пройдет через кожу, к ней присоединяют шприц; по мере прохождения через мышечные ткани будет ощущаться некоторое сопротивление подаваемому из шприца раствору. Это незначительное сопротивление следует верифицировать неоднократно, пока внезапное возрастание сопротивления не засвидетельствует попадания в жёлтую связку.
Помимо сопротивления, попадание в жёлтую связку вызывает характерное ощущение чего-то жесткого, грубого. Неожиданное ощущение потери сопротивления по мере продвижения через жёлтую связку означает, что игла попала в эпидуральное пространство. Трудности, связанные с проведением стандартного эпидурального катетера через иглу Туохи, могут быть обусловлены сочетанием изогнутого конца иглы с углом околосрединного доступа, что придает слишком косое направление продвижению катетера. Учитывая эти факторы, некоторые анестезиологи предпочитают использовать при околосрединном доступе на поясничном уровне прямую иглу Кроуфорда.
Эпидуральная анестезия на грудном уровне технически сложнее, чем на поясничном, а риск повреждения спинного мозга выше. Поэтому очень важно, чтобы до проведения торакальной эпидуральной анестезии анестезиолог в совершенстве овладел срединным и околосрединным доступом для пункции эпидурального пространства на поясничном уровне. Так как остистые отростки грудных позвонков наклонены вниз и частично перекрывают друг друга, эпидуральную анестезию в грудном отделе чаще выполняют с помощью околосрединного доступа, хотя иногда используют и срединный.
Срединный доступ. Оба доступа для торакальной эпидуральной анестезии обеспечивают блокаду дерматомов, соответствующих сегментам спинного мозга в области введения анестетика. Межостистые промежутки в этом отделе лучше всего идентифицируются в положении больного сидя. В верхнем грудном отделе остистые отростки позвонков наклонены под более острым углом, поэтому иглу здесь следует направлять более краниально. Толщина надостистой и межостистой связки значительно меньше, чем в поясничном отделе, так что жёлтая связка здесь обычно находится на глубине не более чем 3-4 см от поверхности кожи. Внезапная утрата сопротивления свидетельствует о попадании в эпидуральное пространство. При пункции эпидурального пространства краниальнее поясничного отдела возможен прямой контакт со спинным мозгом. Если при попытке пункции эпидурального пространства возникла интенсивная жгучая боль, следует подумать прежде всего о прямом контакте иглы со спинным мозгом и рекомендуется немедленно извлечь иглу. Повторные контакты с костью без попадания в связки или эпидуральное пространство являются показанием к использованию околосрединного доступа.
Околосрединныи доступ. Идентифицируются межостистые промежутки, кожу инфильтрируют раствором местного анестетика на 2 см латеральнее нижней точки вышерасположенного остистого отростка. Иглу вводят почти перпендикулярно к коже, под небольшим углом к срединной линии (10-15°) до контакта с пластинкой или ножкой позвонка. После этого иглу оттягивают назад и направляют немного краниальнее в попытке избежать контакта с пластинкой позвонка. Если это получается, то конец иглы должен находиться в контакте с жёлтой связкой. К игле присоединяют шприц и её продвигают вперед, используют методику потери сопротивления или висячей капли. В отличие от околосрединного доступа в поясничном отделе, расстояние, которое должна преодолеть игла в грудном отделе до пересечения жёлтой связки, гораздо короче, эпидуральное пространство достигается быстрее.

### Введение анестетика
Введение местного анестетика в эпидуральное пространство неизменно начинается с инъекции тест-дозы. С этой целью обычно применяют 3-5 мл местного анестетика (например, лидокаина) в сочетании с адреналином в пропорции 1:200 000. Тест-дозу можно вводить как через пункционную иглу, так и через катетер. Теоретически, предварительная инъекция местного анестетика через иглу несколько растягивает эпидуральное пространство, что облегчает проведение катетера. С другой стороны, не исключено, что предварительное введение анестетика через иглу может завуалировать парестезии во время проведения катетера. Клинический опыт показывает, что тест-дозу можно вводить как через иглу, так и через катетер, обе тактики характеризуются высокой степенью удачной установки катетера и минимальным риском повреждения нервных структур. Если тест-доза попала в кровеносный сосуд, то спустя 30-60 с частота сердечных сокращений увеличится на 20 %. При инъекции в субарахноидальное пространство в течение 3 мин разовьются симптомы спинномозговой анестезии.
Введение местного анестетика дробными дозами — важная мера безопасности при эпидуральной анестезии. Многие анестезиологи считают, что после тест-дозы следует вводить не более 5 мл анестетика одномоментно, и каждая последующая инъекция должна выполняться после предварительной аспирационной пробы, чтобы не пропустить случайного повреждения твердой мозговой оболочки или сосуда. Уменьшение разовой дозы до 5 мл и соблюдение интервала между инъекциями не менее 3-5 мин значительно уменьшает выраженность осложнений при непреднамеренном введении местного анестетика в субарахноидальное пространство или кровеносный сосуд. Попадание 5 мл анестетика в субарахноидальное пространство может привести к относительно высокой субарахноидальной блокаде, но в любом случае это предпочтительней, чем продолжительная тотальная спинномозговая блокада при случайном введении всей расчетной дозы.
Выбор анестетика и его концентрации зависит от характера и продолжительности предстоящей операции, а также от желаемой интенсивности сенсорной и моторной блокады. Как и при спинномозговой анестезии, добавление опиоидов к местным анестетикам потенцирует эпидуральную анестезию.
Применение катетера позволяет использовать анестетики как короткого, так и длительного действия. Если используется методика однократной инъекции, то применяют анестетики средней продолжительности или длительного действия. Например, ортопедические вмешательства на нижних конечностях требуют полной сенсорной блокады в сочетании с умеренной или выраженной моторной блокадой. Это можно обеспечить с помощью следующих анестетиков: 3 % раствор хлоропрокаина, для которого характерно быстрое начало действия, полная сенсорная и выраженная моторная блокада; 1,5-2 % раствор лидокаина или мепивакаина — при средней скорости развития эффекта они обеспечивают хорошую сенсорную и моторную блокаду; 0,5-0,75 % раствор бупивакаина начинает действовать медленно, характеризуется глубокой сенсорной блокадой и моторной блокадой различной степени. Более низкие концентрации бупивакаина не подходят для вмешательств, где требуется адекватная моторная блокада.

## Факторы, влияющие на эпидуральную анестезию
Точная доза местного анестетика при эпидуральной анестезии зависит от многих факторов, но в упрощенном виде она составляет 1-2 мл раствора анестетика на каждый сегмент спинного мозга, который необходимо блокировать. Это означает, например, что при пункции на поясничном уровне необходим большой объём анестетика, чтобы обеспечить сенсорную и моторную блокаду при вмешательстве на органах брюшной полости. И, наоборот, для сегментарной блокады достаточно меньшей дозы — примеры включают анестезию на поясничном уровне для обезболивания в родах, анестезию на среднегрудном уровне для обезболивания после операций на органах верхнего этажа брюшной полости или после торакальных вмешательств.
Доза анестетика колеблется в рекомендуемых пределах, потому что действие препарата внутри эпидурального пространства носит не вполне предсказуемый характер. Кроме того, объём и конфигурация эпидурального пространства весьма вариабельны и изменяются с возрастом. Предполагается, что при эпидуральной анестезии у местного анестетика есть две анатомические точки приложения:
1. расположенные эпидурально нервные корешки и спинномозговые узлы, куда препарат поступает после диффузии через межпозвоночные отверстия;
2. субарахноидальное пространство, куда препарат поступает либо путём диффузии через твердую мозговую оболочку, либо через дуральные муфты в межпозвоночных отверстиях, либо через эпидуральный лимфатический ствол.

Доза местного анестетика определяется объёмом и концентрацией введенного раствора. Если при одной и той же дозе варьировать объём и концентрацию раствора, то физиологическая реакция на введение анестетика может изменяться. При большом объёме и низкой концентрации местный анестетик вызовет сенсорную блокаду на высоком уровне и слабо выраженную моторную блокаду, в то время как малые объёмы концентрированного анестетика, наоборот, приведут к мощной сенсорной и моторной блокаде на низком уровне. При низких концентрациях моторная блокада практически не достигается, поэтому слабоконцентрированные растворы предназначены для сенсорной блокады.
Катетеризация эпидурального пространства позволяет вводить расчетную дозу дробно, в несколько приемов.
Эффективность эпидуральной анестезии оценивают отдельно по каждой модальности. Симпатическую блокаду оценивают по кожной температуре, сенсорную — с помощью укола иглой, двигательную — по шкале Бромэджа. Шкала Бромэджа определяет возможность полного сгибания в коленном и голеностопном суставе как «отсутствие блокады», возможность полного сгибания в коленном суставе и неспособность поднять выпрямленную ногу как «частичную блокаду», неспособность согнуть ногу в колене при сохраненном сгибании стопы как «почти полную блокаду», и отсутствие движений в нижней конечности как «полную блокаду».
Повторные дозы препарата следует вводить до того момента, когда интенсивность блокады уменьшится и больной начнет испытывать боль. Для определения этого момента лучше всего подходит оценка уровня сенсорной блокады. При эпидуральной анестезии характерной особенностью каждого анестетика является «время двухсегментарной регрессии», то есть промежуток времени, необходимый для снижения максимального уровня сенсорной блокады на два сегмента. По истечении времени двухсегментарной регрессии следует ввести одну треть или половину от первоначальной дозы анестетика. Некоторые анестезиологи предпочитают вводить повторные дозы через определённый временной интервал, не дожидаясь клинических изменений и руководствуясь собственным опытом работы с препаратом, но такой подход вследствие вариабельности реакции может привести к слишком высокому или, наоборот, слишком низкому уровню блокады.
Дозу, необходимую для достижения адекватного уровня анестезии, снижают у пожилых пациентов в связи с уменьшением у них объёма или растяжимости эпидуралъного пространства. Одна и та же доза или объём препарата у пожилого пациента вызовет более высокую блокаду, нежели у молодого. Титрование дозы в зависимости от клинического эффекта — лучший способ адекватного обеспечения эпидуральной анестезии у лиц пожилого возраста.
При эпидуральной анестезии у взрослых не существует четкой корреляции между массой тела и распространением анестетика в краниальном направлении. Возможное исключение из этого правила — лица с выраженным ожирением, у которых снижение объёма эпидурального пространства требует уменьшения дозы.
Рост больного, напротив, оказывает некоторое влияние на краниальное распространение анестетика в эпидуральном пространстве. При росте ниже 150 см следует вводить анестетик из расчета 1 мл на сегмент, в то время как у более высоких больных дозу увеличивают до 2 мл на сегмент. Существуют достаточно сложные расчеты дозы для больных выше 150 см, но на практике сначала вводят среднерасчетную начальную дозу, а последующие дозы титруют по клиническому эффекту.
При хирургических вмешательствах в зоне иннервации крупных нервов L5-S1 и S2 следует учитывать, что если вводить анестетик в положении пациента сидя (это можно сделать однократно через иглу), то большое количество препарата непосредственно воздействует на корешки, что увеличивает вероятность успешной блокады.
Эффекты от введения вазоконстрикторов в эпидуральное пространство не очень хорошо изучены. При добавлении адреналина к бупивакаину время двухсегментарной регрессии не увеличивалось, тогда как при добавлении адреналина к лидокаину или мепивакаину многие анестезиологи отмечают явное увеличение продолжительности действия. При эпидуральной анестезии применяют высокие дозы местных анестетиков. Добавление вазоконстрикторов в раствор местного анестетика уменьшает абсорбцию анестетика в системный кровоток и сочетанные осложнения, а также ограничивает краниальное распространение анестетика. Кроме того, вазоконстрикторы улучшают качество блокады.
Коммерчески доступные растворы местных анестетиков имеют рН от 3,5 до 5,5, что обусловлено требованием химической стабильности и асептики. Будучи слабыми основаниями, при таком рН они существуют главным образом в ионизированной форме. В то время как концентрация ионизированной фракции определяет распространение анестетика в эпидуральном пространстве, от концентрации неионизированной фракции зависят поступление анестетика через мембрану нервных клеток и, следовательно, быстрота наступления эффекта. Эти закономерности привели к созданию различных модификаций растворов местных анестетиков, включая карбонирование и добавление бикарбоната натрия с целью повышения рН раствора до физиологического непосредственно перед инъекцией. Возникающее увеличение концентрации неионизированной фракции приводит к ускорению наступления эффекта и, возможно, к углублению блокады. Такой подход используют для анестетиков, растворы которых не теряют своих свойств при увеличении рН до физиологического, к их числу относятся лидокаин, мепивакаин и хлоропрокаин. Раствор бупивакаина, напротив, преципитирует при рН выше 6,8.

## Неэффективная эпидуральная блокада
Успешность эпидуральной анестезии зависит от многих факторов. Слабая сенсорная блокада на низком уровне может быть обусловлена недостаточной начальной дозой или объёмом анестетика, или же слишком ранним началом операции, когда между инъекцией и хирургическим разрезом прошло мало времени и анестетик не успел распределиться.
Иногда причиной неэффективной анестезии может быть мозаичная блокада. Анатомия эпидурального пространства вариабельна, некоторые исследователи даже обнаружили в нём перегородку, расположенную по срединной линии. Дальнейшие исследования подтвердили такую возможность, но ткань перегородки оказалась проницаемой и не представляющей барьера для диффузии. Введение катетера более чем на 4 см за пределы иглы может привести к отклонению его от средней линии или к миграции в область муфты твердой мозговой оболочки, что чревато неадекватным или односторонним распределением анестетика в эпидуральном пространстве. Если такое случилось, то больного следует повернуть на бок, соответствующий стороне неадекватной анестезии, и повторить инъекцию: этот манёвр иногда позволяет разрешить проблему. Неэффективность эпидуральной анестезии иногда проявляется как слабая двигательная блокада, в этом случае следует увеличить концентрацию анестетика или поменять его на другой препарат.
Одной из причин неэффективной эпидуральной анестезии является недостаточная блокада крестцовых сегментов, особенно при вмешательствах на дистальных отделах нижних конечностей. Вероятные причины рассмотрены выше и обусловлены большим диаметром нервных корешков. Введение первой дозы анестетика в положении больного сидя позволяет свести к минимуму эту проблему. Если недостаточная блокада крестцовых сегментов оказалась выявленной уже после обработки операционного поля, то подъём головного конца операционного стола и повторная инъекция анестетика иногда позволяют углубить блокаду.
Висцеральные боли во время операций на брюшной полости связаны с раздражением брюшины. Даже если для операций на нижнем этаже брюшной полости достаточно блокады нижнегрудных сегментов, то при высокой вероятности тракции и стимуляции внутрибрюшных структур (например, паховой связки, семенного канатика) следует дополнительно блокировать верхнегрудные сегменты.
Трудная или неэффективная эпидуральная анестезия может быть обусловлена некоторыми техническими факторами. При непреднамеренной пункции твердой мозговой оболочки следует извлечь иглу и выполнить пункцию на другом уровне. Иногда в подобном случае, используя подходящий раствор местного анестетика, можно провести спинномозговую анестезию. Возможна перфорация твердой мозговой оболочки катетером при правильном положении иглы. Это верифицируется истечением спинномозговой жидкости, анестезиолог может использовать катетер для длительной спинномозговой анестезии или удалить катетер и выполнить эпидуральную пункцию вновь.
Редко встречающееся, но очень коварное явление — катетеризация субдурального пространства. Вероятно, это происходит при частичной пункции твердой мозговой оболочки, когда цереброспинальная жидкость не попадает в просвет иглы, но вводимый катетер проходит в субдуральное пространство. Цереброспинальная жидкость не может быть аспирирована. Последствия случайного введения анестетика в субдуралъное пространство чрезвычайно варьируют. Имеются сообщения об очень высокой односторонней блокаде с выпадением какой-либо модальности, несмотря на полную анестезию с противоположной стороны. Например, описаны полная сенсорная блокада при отсутствии двигательной и полная моторная блокада при незначительной сенсорной. Начало действия медленное и эффект не соответствует количеству вводимого анестетика. При отсутствии миелографии диагноз можно поставить только методом исключения.
Другой технической ошибкой, приводящей к неэффективной эпидуральной анестезии, является канюляция эпидуральной вены иглой или катетером. Если произошла пункция вены иглой, то её удаляют и пункцию повторяют. Если из катетера аспирируется кровь, то его следует подтянуть, промыть изотоническим раствором натрия хлорида и провести повторную аспирацию. Обычно катетер не проходит далеко в просвет вены. Введение тест-дозы анестетика с адреналином позволяет быстро распознать внутривенное расположение катетера по характерной реакции симпатической нервной системы.
Ещё одна причина неэффективной эпидуральной блокады — ложное ощущение утраты сопротивления. У некоторых молодых людей связки позвоночника мягкие и сопротивление инъекции не столь отчетливо, как обычно. Анестезиолог может ошибочно полагать, что игла вошла в эпидуральное пространство, в то время как она находится в межостистой связке. У больного может быть кистозная дегенерация ткани связок и попадание иглы в эту область может ощущаться как утрата сопротивления. Подобным же образом ложное ощущение утраты сопротивления может возникать при попадании иглы в мышечный массив при отклонении от срединной линии.

## Методика комбинированной эпидуральной анестезии
Проведение комбинированной эпидуральной анестезии при операциях на нижнем этаже брюшины, промежности, нижних конечностях представляется менее трудоемким для врача анестезиолога-реаниматолога.
В этих случаях возможно проведение анестезии без вспомогательной ИВЛ и дозировка вводимых дополнительно гипнотиков аналогична дозировкам при комбинированной проводниковой анестезии.
Более серьёзного отношения к себе требует комбинированная эпидуральная анестезия при торакальных операциях и операциях на пищеводе.
Рекомендуется в этой категории пациентов предоперационную подготовку проводить в условиях отделения реанимации и интенсивной терапии.
Учитывая объём и травматичность предстоящей операции, всем пациентам предварительно с целью обеспечения надежного венозного доступа катетеризировалась центральная вена с дальнейшим мониторингом центрального венозного давления (ЦВД), как одного из показателей волемического статуса.
Желательно установить катетер в эпидуральное пространство заранее, не отвлекаясь на эту процедуру в день операции.
В отделении реанимации и интенсивной терапии дополнительно проводится инфузионная терапия, профилактическая антибактериальная терапия, превентивная анальгезия, симптоматическая терапия.
Особое место занимает предварительная «водная нагрузка» непосредственно перед операцией. Объём вводимой жидкости должен составлять не менее 8-10 мл/кг, причем качественному составу уделяется большое значение. 30-40 % вводимого объёма должен представлять плазмозаменитель с выраженным «экспандерным» действием, желательно представитель группы гидроксиэтилкрахмалов.
Введение анестетика производится дробно. Первая доза, равная ? общей расчетной дозы вводится непосредственно на операционном столе до введения в наркоз. Основная доза местного анестетика сводится дробно в течение 10-15 мин после интубации и перевода пациента на ИВЛ.
В последующем, с целью избежания нежелательных отрицательных гемодинамических сдвигов рекомендуется постоянное введение раствора местного анестетики с наркотическим препаратом посредством шприцевого насоса в обычной расчетной дозе.
Убедившись в том, что дислокации катетера нет, пациента вводят в состояние наркоза по общепринятой методике.
Индукция в наркоз производится путём введение кетамина в дозе 1,5-2 мг/кг в течение 1-2 минут с последующим введением 5-10 мг диазепама и тест-дозы ардуана (0,5-1 мг). После утраты сознания следует инъекция 0,1-0,2 мг фентанила и дитилина в дозе 1,5-2 мг/кг. После интубации трахеи в течение всего периода анестезии и операции ИВЛ проводится смесью воздуха с 40-60 % кислорода.
Поддержание анестезии осуществляется дробным введением калипсола (1,5-2 мг/кг/ч), фентанила (0,0045-0,0005 мкг/кг/ч) на фоне введения пропофола из расчета 4-6 мг/кг/ч.
В наиболее травматичные этапы операции приходится углублять нейровегетативную защиту за счет дополнительного введения наркозных препаратов.
При проведении комбинированной эпидуральной анестезии в сравнении с тотальной внутривенной анестезией в условиях ИВЛ удается достигнуть:
-уменьшения общего количества наркотических препаратов;
-уменьшения общего количества мышечных релаксантов;
-сокращения времени постнаркозной депрессии сознания и дыхания;
-сокращения времени нахождения пациента на ИВЛ после операции;
-достижения надежной нейровегетативной блокады;
-возможности адекватного послеоперационного обезболивания без злоупотребления наркотическими препаратами;
-профилактики послеоперационных нарушений моторно-эвакуаторной функции кишечника.

## Осложнения
Осложнения после эпидуральной анестезии достаточно редки. Прогноз общего риска — 1 на каждые 23 000 — 50 000 случаев; риск осложнений от эпидуральной анестезии во время родов ещё ниже — 1 на каждые 80 000.
Возможные осложнения:
- Приблизительно у 1 из 20 больных не достигается необходимый уровень анальгезии. Обезболивание мозаичное или отсутствует.
- У пациентов с коагулопатией возможно образование эпидуральной гематомы, если при выполнении процедуры было случайно повреждено эпидуральное венозное сплетение
- Резорбтивное токсическое действие бупивакаина
- Большие дозы местного анестетика или адъюванта могут быть токсичными для пациента
- Непреднамеренная пункция твёрдой мозговой оболочки
  - Непосредственно пункция толстой эпидуральной иглой может привести к вытеканию ликвора в эпидуральное пространство, что, в свою очередь, может привести к постпункционным головным болям. Тяжесть головных болей и их продолжительность широко варьируют, однако обычно проходят без последствий через несколько дней. В исключительных случаях боли могут сохранятся годами.
  - Если катетер был введён в субарахноидальное пространство, но не проводилась верификация при помощи тест-дозы, то введение стандартных для эпидуральной анестезии доз местного анестетика приведёт к высокому блоку (параличу дыхания и остановке сердечной деятельности)
- При установке катетера на грудном уровне, возможно повреждение спинного мозга и развитие паралича